# آنای اتریش، ملکه اسپانیا
آنای اتریش (انگلیسی: Anna of Austria, Queen of Spain؛ ۱ نوامبر ۱۵۴۹ – ۲۶ اکتبر ۱۵۸۰ (aged ۳۰)) همسر فلیپه دوم، پادشاه اسپانیا بود. دو پسر او در کودکی مردند.

## نگارخانه

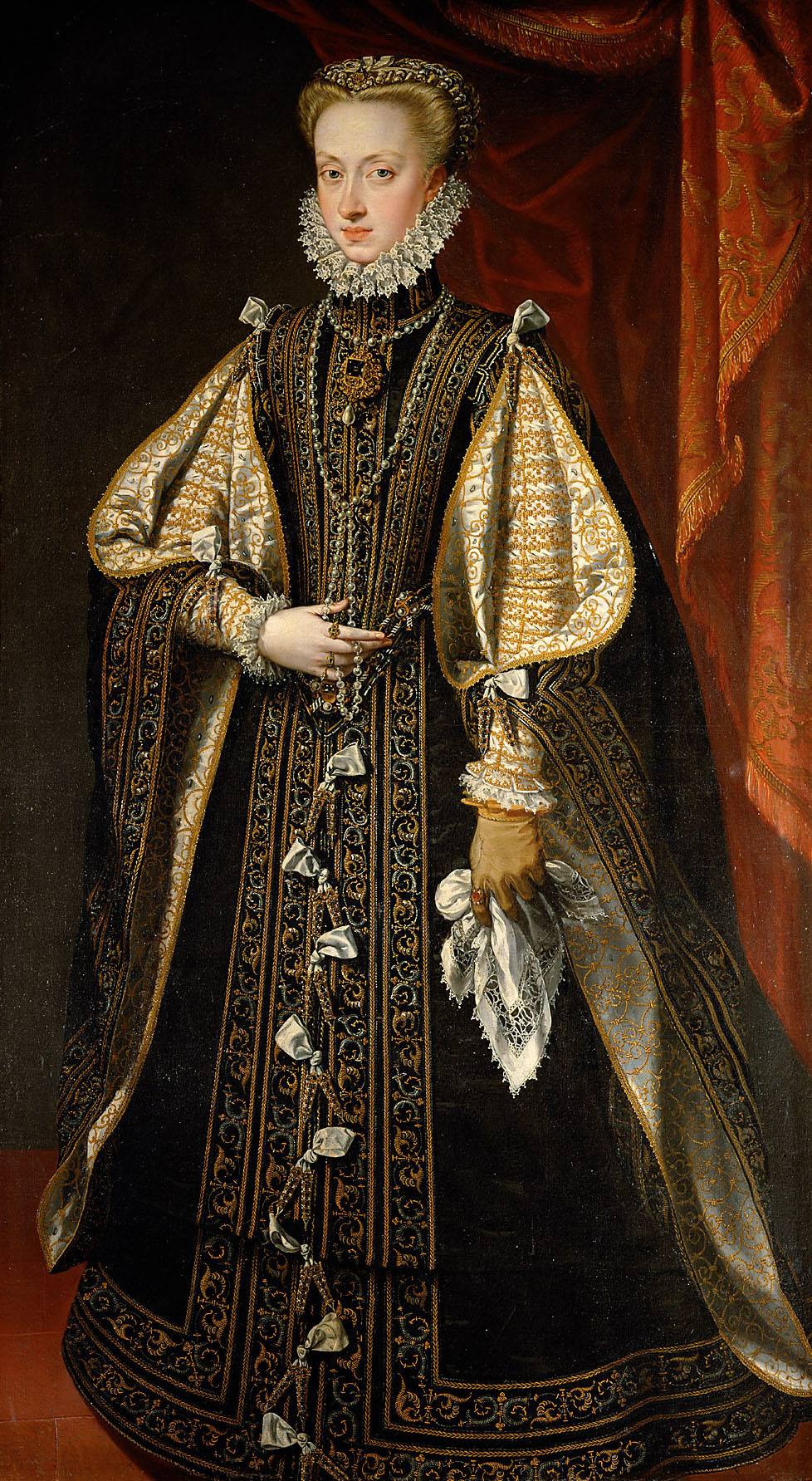
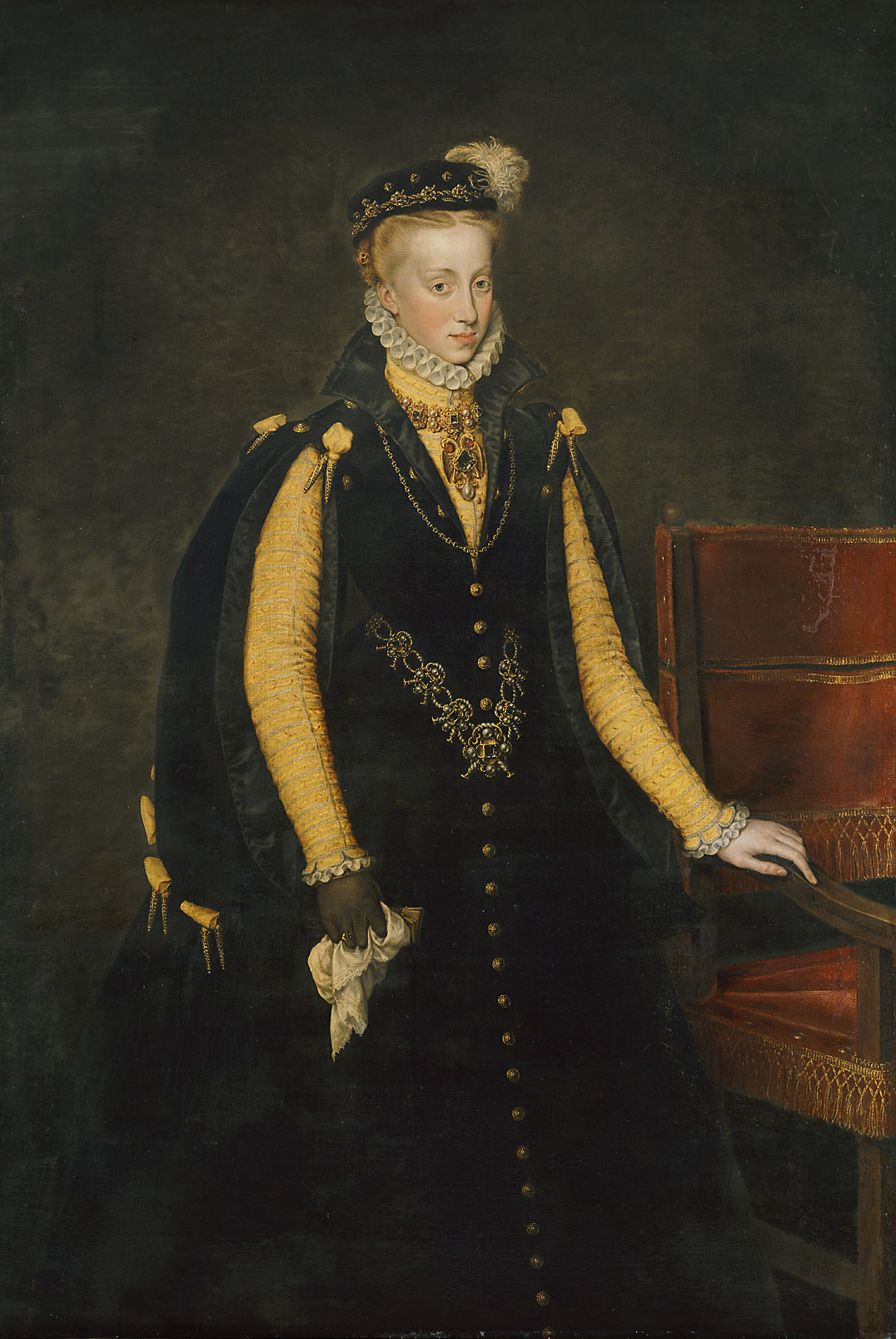
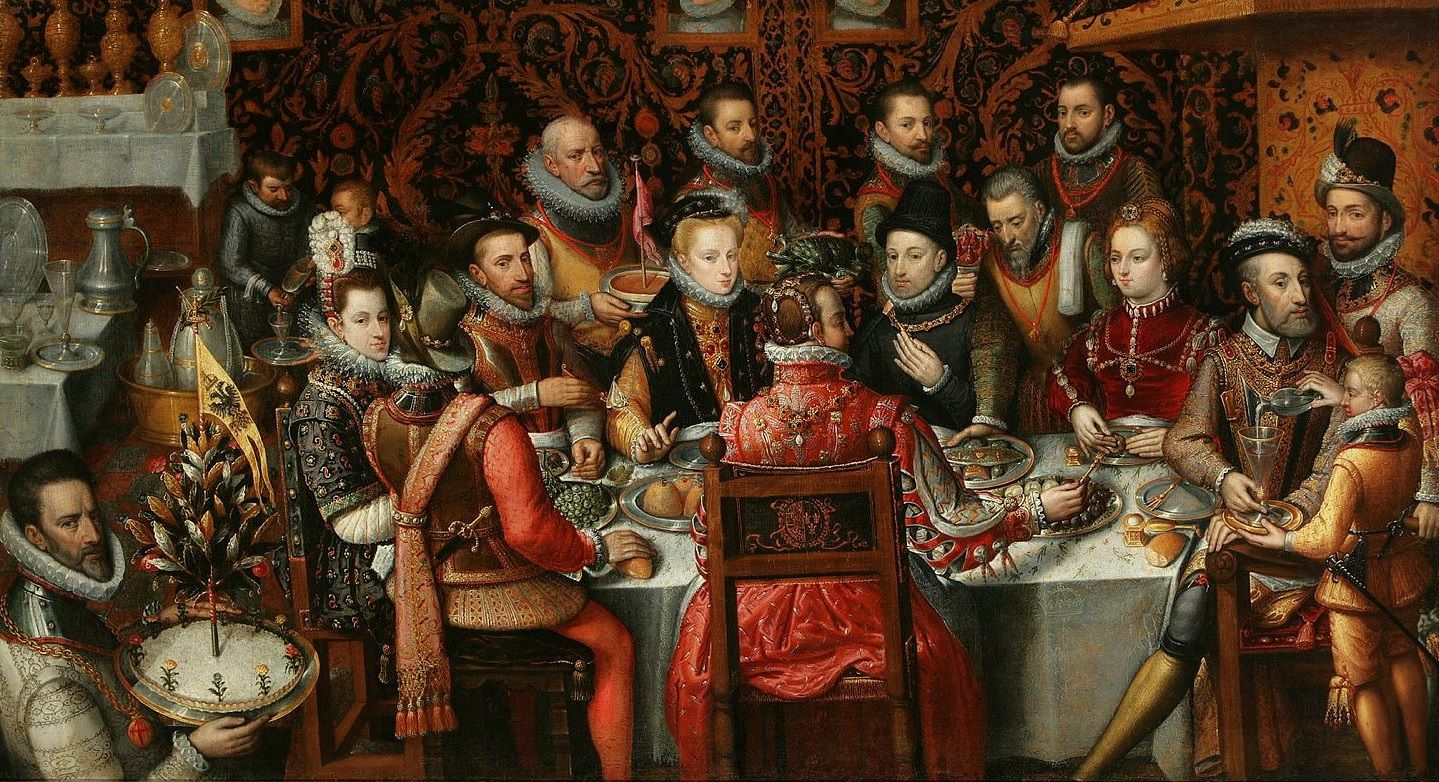
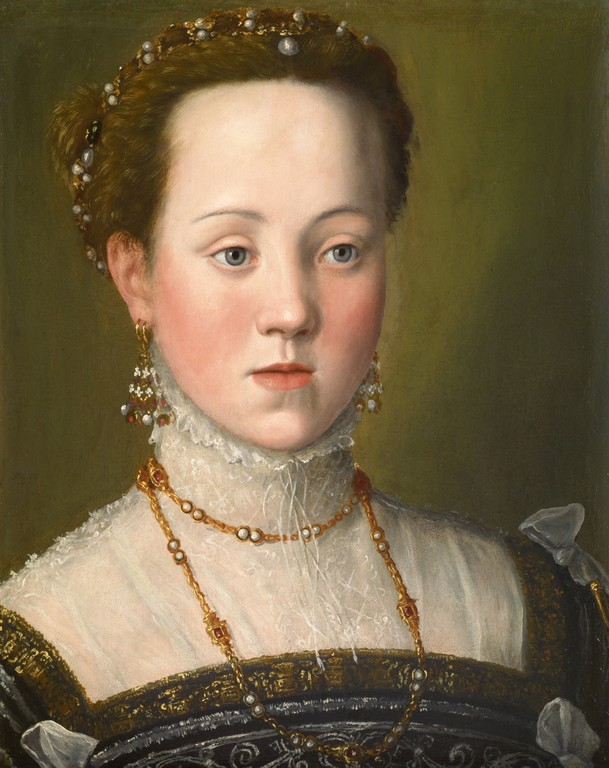
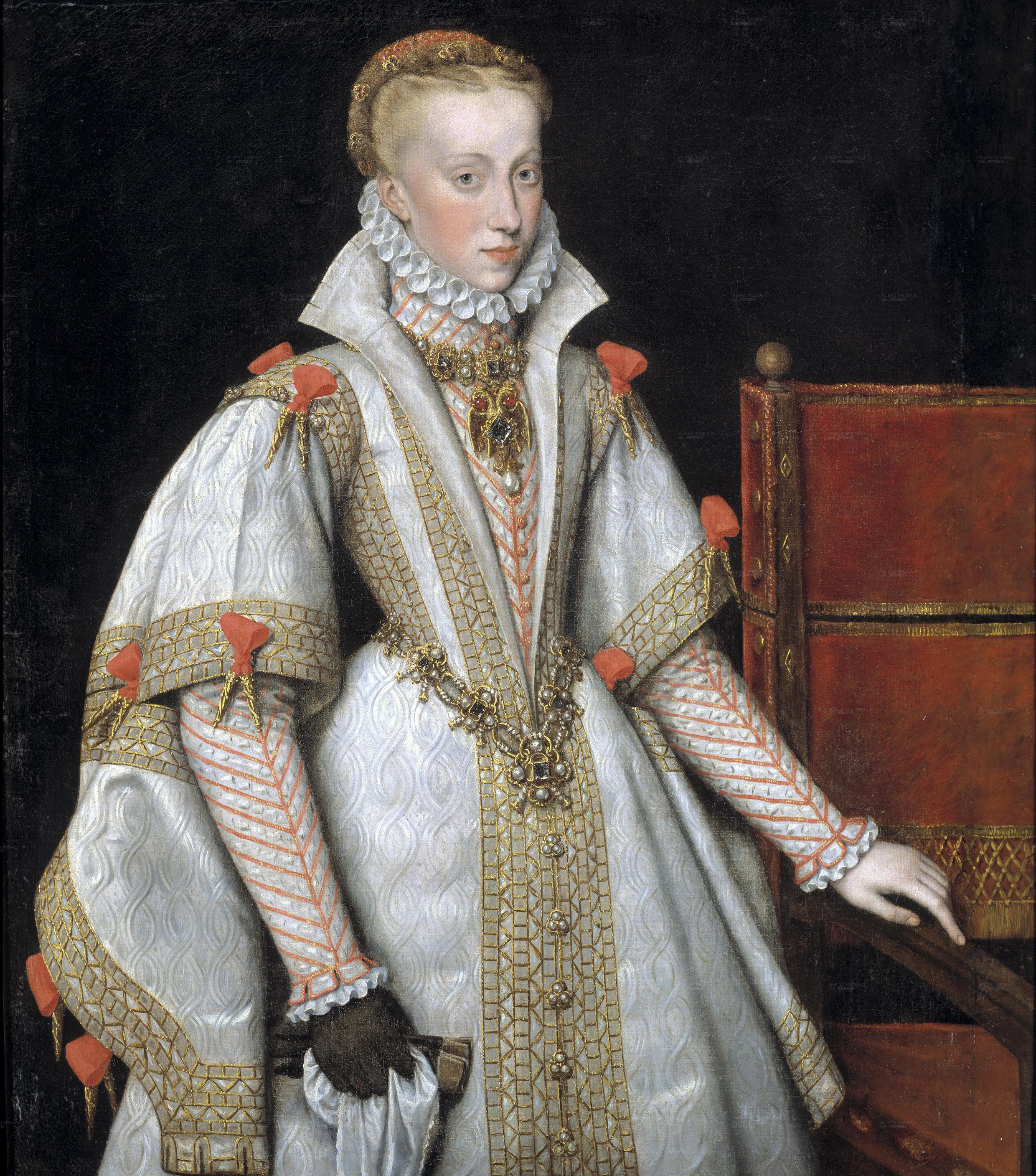